# Choeradoplana
Choeradoplana  ist eine Gattung der Landplanarien, die in Südamerika beheimatet ist.

## Merkmale
Individuen der Gattung Choeradoplana weisen einen Retraktormuskel und Drüsen im Kopfbereich auf, die ähnlich in den Gattungen Luteostriata und Issoca auftreten. Das Vorderende von Choeradoplana-Individuen ist nach hinten gebogen, so dass auf der Bauchseite wegen eines Muskeldrüsenorgans zwei kissenartige Strukturen im Kopfbereich erkennbar sind.

## Etymologie
Der Gattungsname Choeradoplana kommt griechischen Wort χοιράς (dt. Skrofulose) und dem lateinischen Wort plana (dt. flach), die Bezeichnung ist in den kissenartigen Strukturen im Kopfbereich auf der Bauchseite begründet, da sie an Halsschwellungen von Skrofulose-Patienten erinnert.

## Arten
Der Gattung Choeradoplana werden Arten zugeordnet:
- Choeradoplana abaiba Carbayo, Silva, Riutort & Álvarez-Presas, 2017
- Choeradoplana agua Carbayo, Silva, Riutort & Álvarez-Presas, 2017
- Choeradoplana albonigra (Riester, 1938)
- Choeradoplana banga Carbayo & Froehlich, 2012
- Choeradoplana benyai Lemos & Leal-Zanchet, 2014
- Choeradoplana bilix Marcus, 1951
- Choeradoplana bocaina Carbayo & Froehlich, 2012
- Choeradoplana catua Froehlich, 1954
- Choeradoplana claudioi Lago-Barcia & Carbayo, 2021
- Choeradoplana crassiphalla Negrete & Brusa, 2012
- Choeradoplana cyanoatria Iturralde & Leal-Zanchet, 2019[4]
- Choeradoplana ehrenreichi Graff, 1899
- Choeradoplana eudoxiae Silva & Carbayo, 2021
- Choeradoplana gladismariae Carbayo & Froehlich, 2012
- Choeradoplana iheringi Graff, 1899
- Choeradoplana langi (Dendy, 1894)
- Choeradoplana longivesicula Iturralde & Leal-Zanchet, 2019[4]
- Choeradoplana marthae Froehlich, 1954
- Choeradoplana minima Lemos & Leal-Zanchet, 2014
- Choeradoplana onae Lago-Barcia & Carbayo, 2021
- Choeradoplana pucupucu Carbayo, Silva, Riutort & Álvarez-Presas, 2017
- Choeradoplana riutortae Lago-Barcia & Carbayo, 2021
- Choeradoplana tristriata (Schultze & Müller, 1857)